# Кръстосване
Кръстосването представлява полово размножаване, при което се съединяват гаметите на двама генетично различни родители. При растенията е прието (макар и без особени биологични основания) кръстосването между индивиди от различни видове да се нарича хибридизация, а това между индивиди от един и същи вид – кръстосване. Изкуственото кръстосване е възникнало като част от селекционната дейност, целяща да се получат желани генотипове при растения или животни, комбинирайки качествата на родителите.

## Закони на Мендел
Австрийският биолог Грегор Мендел въвежда термините монохибридно и полихибридно кръстосване, което е практическо название, показващо колко признака се отчитат при кръстосването.
При монохибридното кръстосване например се отчита само един признак (в случая с Мендел или баграта на семената при граха, или баграта на цветовете). При хомозиготни родители (т.е. наследствено „чисти“) в първото поколение (F1) доминира признакът на единия родител, при това без значение от кой пол е (т.е. кой индивид се използва за бащин и кой – за майчин).

### Монохибридно кръстосване
Грегор Мендел кръстосал грах сорт с червени цветове с грах от сорт с бели. В първото хибридно поколение той получил само растения с червени цветове. Кръстосване, при което се унаследява една двойка алтернативни белези, се нарича монохибридно. Мендел направил кръстоска с 22 сорта грах, които били налседствено чисти форми. Това са форми, които при кръстосване или оплождане дават себеподобни индивиди. Той извършил реципрочно кръстосване. Това е кръстосване, при което единият индивид се приема за женски, а другият – за мъжки, а след това се извърши обратното – белезите на мъжкия се припишат на женския, а белезите на женския – на мъжкия индивид. И в двата случая той получил в първото поколение само индивиди с червен цвят.
Мендел нарекъл гена, който определя алела за червен цвят, доминантен (на латински: dominos – господстващ, главен). Той оставил растенията от първото хибридно поколение да се самоопрашат. Така във второто поколение се получило разпадане 3:1, т.е. на всеки 3 растения с червени цветове се срещало по едно растение с бял цвят. Появил се и вторият белег, който той нарекъл рецесивен или отстъпващ. Така Мендел открил една от най-важните особености на наследствеността – нейната диксретност, т.е., че един белег може да се прояви или да не се прояви в зависимост от условията.